# 京都・宗教系大学院連合
京都・宗教系大学院連合（きょうとしゅうきょうけいだいがくいんれんごう、略称 K-GURS）は、主に京都府京都市に拠点を置く8大学からなる宗教系大学の大学院による連合組織。

## 概要
連合に加盟する大学院の大学院生（種智院大学は学部学生）は、加盟団体の授業を受講し、単位認定を受けることができる。また、学術情報の交換、国内外の研究者との人的交流、講演会・シンポジウム等の共同開催も行われている。

## 加盟団体

### 大学院
- 龍谷大学大学院　文学研究科
- 同志社大学大学院　神学研究科
- 佛教大学大学院　文学研究科
- 大谷大学大学院　文学研究科
- 高野山大学大学院　文学研究科
- 花園大学大学院　文学研究科
- 皇學館大学大学院　文学研究科

### 学部
- 種智院大学　人文学部

### 協力団体
- 龍谷大学仏教文化研究所
- 同志社大学 一神教学際研究センター
- 高野山大学 密教文化研究所
- 国際真宗学会
- 宗教倫理学会
- 高野山大学 密教文化研究所
- 種智院大学 密教資料研究所
- 南山宗教文化研究所
- NCC宗教研究所
- 日本クリスチャン・アカデミー

## 外部サイト
- 京都・宗教系大学院連合　公式サイト